# Лазірківська ЗОШ І-ІІІ ступенів імені В. О. Підпалого
Лазірківська ЗОШ І—III ступенів імені В. О. Підпалого — середній загальноосвітній навчальний заклад I—III ступенів, розташований у с. Лазірки, Лубенського району Полтавської області.

## Загальні дані
Адреса розташування:
37710, Полтавська область, Оржицький район, с. Лазірки, вул. Центральна, 1.
У навчальному закладі навчається близько 190 учнів.
Педагогічний колектив школи — 29 вчителів.
Директор навчального закладу — Копотун Петро Володимирович.

## Історія школи
Перша земська школа у с. Лазірки була відкрита у 1874 році[джерело?] під опікою Николаєнка Митрофана Дорофійовича. Учителями були Іван Ліненко та Анна Олексіївна Теремецька, закон Божий викладав Яків Васильович Базилевський. Школу відвідували 92 хлопчики та 18 дівчаток.
У 1938 році було побудовано нове приміщення школи. До війни Лазірківська школа знаходилася на території нинішньої школи, але навчальний процес проходив у двох одноповерхових глиняних хатах: одна — на розі вулиці (тут навчалися учні 1—3 класів), друге — біля воріт (тут у дві зміни навчалися учні старших класів). Коли німці увійшли в село, то стару школу спалили, а потім на її місці влаштували конюшню. У 1943 році, після звільнення Лазірок з-під німецької окупації, заняття у школі відновилися.
Післявоєнна школа (1945—1968 роки) розташовувалася у кількох приміщеннях. Так, у 1953—1954 роках тут у 14 класах налічувалося 444 учні, а в 1957—1958 роках — понад 400, тут же розташовувалася й вечірня школа робітничої молоді.
У 1945—1965 роках школа випустила близько 2 тисяч дітей.
У 1960 році Лазірківську школу очолив принциповий та вимогливий Микола Гаврилович Довгаль. У 1968 році Лазірківським БУ-22 було збудоване нове, двоповерхове приміщення. У 1985—2010 роках навчальний заклад очолювала Коросташова Лідія Дмитрівна.
Зараз у школі налічується 11 класів, в яких навчається 189 учнів. Щорічно 80—90% випускників школи вступають до вищих навчальних закладів України. Педагогічний колектив працює над науково-методичною проблемою «Формування життєвих компетентностей учнів на основі творчих здібностей засобами адаптивних систем навчання і виховання».
За період з 2008 по 2015 роки 85 учнів школи ставали переможцями та призерами II етапу Всеукраїнських олімпіад. 2013—2014 років призер III етапу Всеукраїнської олімпіади з хімії. 2014 рік призер III етапу з історії.
З 2010 по 2013 роки учні-члени МАН ставали переможцями районного та учасниками обласного етапу, у 2015 році — призерами з математики.
У 2010 році школі було присвоєно ім'я поета-шістдесятника Підпалого Володимира Олексійовича.

### Директори школи
- Андрущенко Михайло Омелянович;
- Олійник Антоніна Єфремівна;
- Кателіна Людмила Миколаївна;
- Карпенко Наталія Олександрівна;
- Ворона Іван Якович;
- Легуша Михайло Дмитрович;
- Цебро Григорій Дмитрович;
- Буркацька Марія Борисівна.

## Відомі випускники
- Копотун Іван Афанасійович (1934—2010) — український науковець, почесний професор Полтавського державного аграрного університету. Колишній Начальник Полтавського обласного інформаційно-обчислювального центру[1].
- Луста Петро Трохимович — український поет, прозаїк, краєзнавець. Відмінник народної освіти УРСР[2].
- Підпалий Володимир Олексійович — український поет, прозаїк, перекладач.
- Третяк Ніна Павлівна (нар. 1958) — українська поетеса, редактор районного радіомовлення та телевізійних новин; директор районної телевізійної студії «Гребінка» (1999—2014). Членкиня Національної спілки журналістів України[3].
- Шовкопляс В. В.  — доктор філологічних наук.
- Шовкопляс Іван Гаврилович — український науковець, археолог, провідний фахівець у галузі верхнього палеоліту України, історик, бібліограф і історик науки, музеєзнавець і викладач, доктор історичних наук, професор, заслужений діяч науки і техніки України.